# 3500 Kobayashi
3500 Kobayashi (A919 SD) là một tiểu hành tinh vành đai chính được phát hiện ngày 18 tháng 9 năm 1919 bởi K. Reinmuth ở Heidelberg, Đức. Nó được đặt theo tên Takao Kobayashi, nhà thiên văn học nghiệp dư Nhật Bản.